# 中國河流列表

中國的主要河流

中國河流列表，本條目是指中国境內主要河流列表。中国东部河流較大者有珠江、长江、黄河、淮河、辽河、海河與黑龍江七大水系；西部河流较大者有塔里木河、雅鲁藏布江两大水系；以及一些较小的沿海河流、内陆河流和出境河流；还有京杭大运河（南北向）、灵渠、南水北调工程（黃河至長江）等人工运河。
中国的疆域包含了长江和黄河的全流域，世界前十大河流中，由一个国家独占全流域的仅此两条。中国与其它国家共有的河流中，也有六条属于世界级大河流，包括了黑龙江（阿穆尔河上游）、额尔齐斯河（鄂毕河正源）、澜沧江（湄公河上游）、怒江（萨尔温江上游）、雅鲁藏布江（布拉马普特拉河上游、恒河流域正源）、狮泉河（印度河上游）。
根据2010～2012年进行的第一次全国水利普查显示，中华人民共和国境内（未含香港特别行政区和澳门特别行政区）共有流域面积50平方公里以上的河流45203条，总长度为150.85万公里。
以下依各流域的河口位置由南至北排序；主要支流則由河口至源頭排序。

## 太平洋流域

### 南海
- 湄公河-瀾滄江：跨國河流，下游流入緬甸、寮國邊界改稱湄公河
  - 南洛河
    - 南覽河：跨國河流，下游位於緬甸境內
    - 南壘河：跨國河流，下游位於緬甸境內

  - 南腊河
    - 南潤河：跨國河流，上游位於寮國境內

  - 補遠江（又名羅梭江、南班河）
  - 小黑江 (瀾滄江左支流)-威遠江
  - 小黑江 (瀾滄江右支流)-南皮河
  - 漾濞江
  - 色曲
  - 麥曲
  - 昂曲
  - 子曲
- 紅河-元江：跨國河流，下游流入越南境內改稱紅河
  - 瀘江-盘龙江：跨國河流，下游流入越南境內改稱瀘江
    - 沚江：跨國河流，上、下游均在越南境內，中間一段為界河
    - 吟江
      - 百都河：跨國河流，下游位於越南境內

    - 沔江-八布河：跨國河流，下游流入越南境內改稱沔江
    - 儒桂河-普梅河（又名南利河）：跨國河流，下游流入越南境內改稱儒桂河

  - 沱江-李仙江：跨國河流，下游流入越南境內改稱沱江
    - 南那河-藤条江：跨國河流，下游流入越南境內改稱南那河
    - 阿墨江

  - 南溪河
  - 綠汁江
- 北仑河
- 欽江
- 南流江（又移廉江）
  - 武利江
- 九洲江
- 南渡河
- 鑑江
- 漠陽江
- 潭江
- 珠江
  - 东江
    - 寻乌水（江西）
    - 定南水（江西）

  - 北江
    - 浈水（江西）

  - 西江
    - 贺江
    - 桂江
    - 浔江
      - 郁江
        - 左江
        - 右江

      - 黔江
        - 柳江
        - 红水河
          - 北盘江
          - 南盘江
- 深圳河
- 黃江
- 螺河
- 龍江
- 練江
- 榕江
- 韓江
  - 梅江
  - 汀江
- 黃岡河
- 东溪

### 台灣海峽
- 九龙江
  - 西溪
  - 藿溪
    - 满竹溪
    - 麻林溪
    - 小溪

  - 龙川
    - 雁石溪
- 晉江
- 木兰溪
- 萩芦溪

### 東海
- 閩江
  - 尤溪
  - 建溪
  - 沙溪
  - 富屯溪
- 岱江
- 鳌江
- 飞云江
- 瓯江
- 灵江
- 小浃江
- 甬江
- 钱塘江
  - 曹娥江
  - 富春江
    - 新安江
    - 兰江

  - 浦陽江
  - 蘭江-衢江
    - 金華江

  - 練江
- 苕溪
- 长江
  - 黄浦江
  - 滁河
  - 水阳江
  - 青弋江
  - 裕溪河
    - 巢湖

  - 秋浦河
  - 皖河
    - 皖水

  - 鄱阳湖
    - 博阳河
    - 修水
      - 潦河
        - 北潦河

      - 武寧水
      - 东津水

    - 赣江
      - 锦江
      - 袁水
      - 恩江
      - 禾水
        - 泸水
        - 牛吼河（灉水）

      - 泷江（孤江）
      - 珠林江
      - 蜀水
      - 遂川江
      - 章水
        - 上犹江
          - 龙华河

      - 贡水（会昌江）
        - 桃江
        - 平江
        - 梅江
          - 琴江

        - 濂江
        - 湘水
        - 绵水

    - 西河
    - 鄱江（又名饶河）
      - 昌江
      - 乐安江

    - 信江
      - 白塔河
      - 铅山河
      - 泸溪河
      - 丰溪
        - 十五都港
        - 棠嶺港

      - 金沙溪
      - 湖坊河
      - 葛溪
      - 罗塘河

    - 抚河（盱江）
      - 宜黄水
        - 崇仁河

      - 黎滩河

  - 富水
    - 龙港河

  - 汉水
    - 涢水

  - 洞庭湖
    - 汨罗江
    - 湘江
      - 海洋河

    - 资水
    - 沅水
    - 澧水

  - 沮漳河
  - 清江
  - 大宁河
  - 乌江
    - 芙蓉江
    - 六衝河

  - 嘉陵江
    - 涪江
    - 渠江
      - 州河
      - 大通江

    - 西漢水

  - 赤水河
  - 沱江
  - 岷江
    - 大渡河
      - 青衣江
      - 綽斯甲河

  - 金沙江
    - 永宁河
    - 横江
    - 牛栏江
    - 普渡河
    - 龙川河
    - 雅砻江
      - 安寧河
      - 鮮水河

    - 鱼泡江
    - 水落河
    - 定波河
    - 札曲（又名巴塘河）
    - 通天河
      - 楚玛尔河
      - 当曲
        - 布曲

      - 沱沱河

### 黃海（南段）
- 新洋港
- 射陽河
- 淮河（淮河入海水道）
  - 濉河
    - 奎河

  - 新汴河
  - 懷洪新河
    - 沱河
    - 浍河

  - 池河
  - 涡河
  - 西淝河
  - 东淝河
  - 颍河
  - 淠河
  - 史灌河（又稱史河）
  - 白露河
  - 洪河
    - 汝河
- 灌河
- 新沂河
  - 沭河
  - 沂河
  - 微山湖
    - 泗水
    - 东鱼河
    - 洙赵新河
    - 梁济运河
- 新沭河
- 绣针河
- 傅疃河
- 潮河
- 白马-吉利河
- 王戈庄河
- 巨洋河
- 洋河
- 大沽河
- 墨水河
- 白沙河
- 张村河
- 东五龙河
- 乳山河
- 黄垒河
- 母猪河
- 辛安河
- 大沽夹河

### 渤海
- 黄水河
- 界河
- 王河
- 胶莱河
- 潍河
- 白浪河
- 弥河
- 小清河
- 黄河
  - 大汶河（东平湖）
  - 沁河
  - 伊洛河
    - 伊河
    - 洛河

  - 汾河
    - 潇河

  - 三川河
  - 延河
  - 无定河
  - 窟野河
  - 大黑河
  - 渭河
    - 北洛河
    - 泾河
    - 灞河
      - 滻河

    - 石頭河
    - 麥李河

  - 苦水河
  - 清水河
  - 湟水-大通河
  - 洮河
  - 祖厉河
  - 庄浪河
  - 隆务河
  - 大夏河
  - 黑河
  - 白河
  - 鄂陵湖
  - 扎陵湖
- 徒駭河
- 马颊河
- 漳衛新河
- 宣惠河
- 蓟运河
- 海河
  - 子牙河
    - 中亭河
    - 大清河
      - 拒马河
        - 南拒马河
          - 中易水河

        - 北拒马河
          - 白沟河
          - 琉璃河

      - 赵王河

    - 滏阳河
    - 滹沱河
      - 龙治河

    - 子牙新河

  - 北运河
    - 龙凤河
      - 凤港引渠
      - 凤港减河
      - 龙河
      - 凤河
        - 岔河
        - 旱河

      - 港沟河

    - 凉水河
      - 新凤河

    - 沙尹沟
    - 通惠河
    - 小中河
    - 温榆河
      - 南沙河
      - 北沙河
        - 辛店河

      - 东沙河

    - 潮白河（原属北运河支流，1882年决口入箭杆河，现通过新河、运潮减河与北运河相连。河北廊坊香河县吴村闸后改称潮白新河流入永定新河）
      - 潮河
      - 白河
      - 潮白新河

  - 永定河
    - 洋河
      - 清水河
      - 南洋河
      - 西洋河
      - 东洋河
        - 瑟尔基河
        - 后河

    - 桑干河
      - 壶流河

    - 永定新河
      - 中泓故道
      - 潮白新河
        - 青龙湾河

      - 龙凤河
      - 金钟河
        - 新开河

  - 南運河
    - 卫河
      - 漳河
- 滦河
  - 兴洲河
  - 伊逊河
  - 吐力根河
  - 慧温高勒
  - 闪电河
- 九江河
- 石河
- 六股河
- 小凌河
- 大凌河
- 辽河
  - 绕阳河
  - 柳河
  - 清河
  - 東遼河
  - 西遼河
    - 新开河
      - 乌尔吉木伦河

    - 西拉木伦河
    - 教来河
    - 老哈河
- 大辽河
  - 太子河
  - 浑河
- 大清河
- 复州河

### 黃海（北段）
- 碧流河
- 大洋河
- 鴨綠江：跨國河流，中國、朝鮮界河

### 日本海
- 圖們江：跨國河流，中國、朝鮮界河
- 綏芬河：跨國河流，下游位於俄羅斯境內

### 鄂霍次克海
- 黑龙江：跨國河流，中國、俄羅斯界河
  - 乌苏里江：跨國河流，中國、俄羅斯界河
  - 松花江
    - 牡丹江
    - 呼蘭河
    - 阿什河
    - 拉林河
    - 嫩江
      - 霍林河
      - 洮兒河
      - 訥謨爾河
      - 甘河

    - 飲馬河
      - 伊通河

    - 輝發河

  - 呼瑪河
  - 额尔古纳河：跨國河流，中國、俄羅斯界河
    - 海拉尔河
    - 克魯倫河：跨國河流，上游位於蒙古國境內

## 北冰洋流域
- 鄂畢河
  - 额尔齐斯河：跨國河流，下游流入哈薩克、俄羅斯境內

## 印度洋流域
- 印度河-獅泉河（森格藏布）：跨國河流，下游流入印度境內改稱印度河
  - 潘季納德河
    - 薩特萊傑河-象泉河（朗欽藏布）：跨國河流，下游流入印度境內改稱薩特萊傑河
      - 司丕提河
        - 帕里曲：跨國河流，上、下游位於印度境內

  - 什約克河-奇普恰普河：位於中印邊界爭議的阿克賽欽地區，下游流入印度控制區改稱什約克河
    - 羌臣摩河：位於中印邊界爭議的阿克賽欽地區，下游流入印度控制區
      - 空朗昌波河
        - 昌隆河：位於中印邊界爭議的阿克賽欽地區，下游流入印度控制區

    - 加勒萬河：位於中印邊界爭議的阿克賽欽地區，下游流入印度控制區
    - 西大溝：位於中印邊界爭議的阿克賽欽地區，下游流入印度控制區
      - 天南河：位於中印邊界爭議的阿克賽欽地區，下游流入印度控制區

  - 噶爾藏布
  - 朗曲
- 恆河
  - 戈西河
    - 塔馬科西河-絨轄曲：跨國河流，下游流入尼泊爾境內改稱塔馬科西河
      - 拉不及孔藏布：跨國河流，下游在尼泊爾境內
        - 平布藏布：跨國河流，下游在尼泊爾境內

    - 阿龍河-朋曲：跨國河流，下游流入尼泊爾境內改稱阿龍河
    - 桑戈西河-波曲：跨國河流，下游流入尼泊爾境內改稱桑戈西河

  - 甘達基河
    - 布利甘達基河-鬥嘎爾河：跨國河流，下游流入尼泊爾境內改稱布利甘達基河
    - 特耳蘇里河-吉隆藏布：跨國河流，下游流入尼泊爾境內改稱特耳蘇里河
      - 桑青河：跨國河流，中游為中國、尼泊爾邊界，下游流入尼泊爾境內

  - 加格拉河-格爾納利河-馬甲藏布（又名孔雀河）：跨國河流，下游流入尼泊爾境內改稱格爾納利河
- 布拉馬普特拉河-雅魯藏布江：跨國河流，下游流入印度境內改稱布拉馬普特拉河
  - 托爾薩河-阿莫曲-康布麻曲：跨國河流，下游流入不丹境內改稱阿莫曲
  - 瑪納斯河
    - 庫魯曲（英语：Kuri Chhu）-洛扎曲：跨國河流，下游流入不丹境內改稱庫魯曲
    - 丹馬曲
      - 達旺曲：跨國河流，下游流入印度控制的達旺地區
      - 娘江曲：跨國河流，下游流入印度控制的達旺地區

  - 蘇班西里河-西巴霞曲：跨國河流，下游流入印度控制區改稱蘇班西里河
  - 魯希特河-察隅河：跨國河流，下游流入印度控制區改稱魯希特河
  - 帕隆藏布
  - 尼洋曲
  - 雅礱河
  - 拉薩河（吉曲）
  - 年楚河
  - 多雄藏布
  - 馬泉河（當卻藏布）
- 伊洛瓦底江
  - 瑞麗江：跨國河流，下游在緬甸境內
    - 南畹河：國界河流，下游為中、緬界河

  - 太平江-大盈江：跨國河流，下游在緬甸境內
  - 恩梅開江-獨龍江：跨國河流，下游在緬甸境內
- 薩爾溫江-怒江
  - 南卡江：跨國河流，下游在緬甸境內
    - 南馬河

  - 南滾河：跨國河流，下游在緬甸境內
  - 南定河：跨國河流，下游在緬甸境內
  - 勐波羅河
  - 玉曲
  - 姐曲
  - 索曲
  - 下秋曲

## 內陸流域
- 伊犁河（注入巴爾喀什湖）：跨國河流，下游位於哈薩克境內
  - 霍爾果斯河：跨國河流，中國、哈薩克界河
  - 喀什河
  - 鞏乃斯河
  - 特克斯河：跨國河流，上游位於哈薩克境內
- 塔里木河（注入恰拉水庫）
  - 孔雀河：現已無水注入塔里木河
    - 開都河

  - 渭干河：現已無水注入塔里木河
  - 和田河
  - 阿克蘇河
  - 葉爾羌河
    - 克勒青河：跨國河流，中游有一段為中國、巴基斯坦界河
      - 克里滿河：跨國河流，中國、巴基斯坦界河

  - 喀什喀爾河：現已無水注入塔里木河
- 額濟納河（注入居延海）
- 疏勒河（注入哈拉湖）
  - 黨河
- 瑪納斯河（注入瑪納斯湖）
- 烏倫古河（注入烏倫古湖）
- 格爾木河（注入達布遜湖）

## 海南島
以下以南渡江為起點，依逆時針方向列出海南岛主要河流：
- 南渡江
- 池海河
- 文澜江
- 北门江
- 春江
- 珠碧江
- 昌化江
- 北黎河
- 罗带河
- 通天河（東方市）
- 感恩河
- 南港河（東方市）
- 白沙河（樂東縣）
- 望楼河
- 宁远河
- 三亞河
- 藤桥河
- 深田河
- 陵水河
- 港坡河
- 太阳河
- 龍頭河
- 万泉河
- 潭門港
- 文教河
- 寶陵河
- 珠溪河
- 南洋河

## 人工运河
- 京杭运河
- 灵渠
- 苏北灌溉总渠
- 膠萊河
- 胥河

## 流域面积排名
中国的河流按流域面积计算，为：
1. Chang，长江，流域面积为180.85万平方公里。占中国面积18.8%
2. Tarim，塔里木河（内流河）（包括塔里木九河），流域面积为99.6万平方公里（国内面积）。
3. Heilong，黑龙江，流域面积为88.91万平方公里（国内面积）。
4. Huang，黄河，流域面积为75.24万平方公里。
5. Zhu，珠江，流域面积为44.21万平方公里（国内面积）。
6. Yarlung Tsangpo，雅鲁藏布江（包括恒河各源），流域面积为32.13万平方公里（国内面积）。
7. Hai，海河，流域面积为26.36万平方公里。
8. Liao，辽河，流域面积为21.96万平方公里（包括浑河、太子河）。
9. Huai，淮河，流域面积为18.7万平方公里。
10. Lancang，澜沧江，流域面积为16.48万平方公里（国内面积）。
11. Ruo，弱水（内流河），流域面积为14.29万平方公里。
12. Nu，怒江，流域面积为12.48万平方公里（国内面积）。
13. Shule，疏勒河（内流河），流域面积为10.23万平方公里。
14. Yi-Shu-Si，沂沭泗河，流域面积为8.77万平方公里。
15. Indus，印度河（包括狮泉河、象泉河），流域面积为8.58万平方公里（国内面积）。
16. Yuan，元江，流域面积为7.63万平方公里（国内面积）。
17. Min，闽江，流域面积为6.1万平方公里。
18. Irtysh，额尔齐斯河，流域面积为5.73万平方公里（国内面积）。
19. Qiantang，钱塘江，流域面积为5.56万平方公里。
20. Ili，伊犁河（内流河），流域面积为5.53万平方公里（国内面积）。
21. Luan，滦河，流域面积为5.45万平方公里。
22. Shiyang，石羊河（内流河），流域面积为4.16万平方公里。
23. Ulungur，乌伦古河（内流河），流域面积为3.54万平方公里。
24. Yalu，鸭绿江，流域面积为3.25万平方公里（国内面积）。
25. Han，韩江，流域面积为3.01万平方公里。
26. Tumen，图们江，流域面积为2.37万平方公里（国内面积）。
27. Daling，大凌河，流域面积为2.35万平方公里。
28. Wuyuer，乌裕尔河（内流河），流域面积为2.31万平方公里。
29. Nalinggele，那棱格勒河（内流河），流域面积为2.19万平方公里。
30. Manas，玛纳斯河（内流河），流域面积为1.98万平方公里。
31. Golmud，格尔木河（内流河），流域面积为1.86万平方公里。
32. Ou，瓯江，流域面积为1.81万平方公里。
33. Zagen Zangbo，扎根藏布（内流河），流域面积为1.67万平方公里。
34. Baiyang，白杨河（内流河），流域面积为1.64万平方公里。
35. Za’gya Zangbo，扎加藏布（内流河），流域面积为1.49万平方公里。
36. Jiulong，九龙江，1.47万平方公里。
37. Buha，布哈河（内流河），流域面积为1.44万平方公里。
38. Ayeyarwady，伊洛瓦底江（包括独龙、大盈、瑞丽江），流域面积为1.11万平方公里（国内面积）。
39. Xiaoqing，小清河，流域面积为1.05万平方公里。
40. Suifen，绥芬河，流域面积为1.01万平方公里（国内面积）。